# Placidus von Subiaco

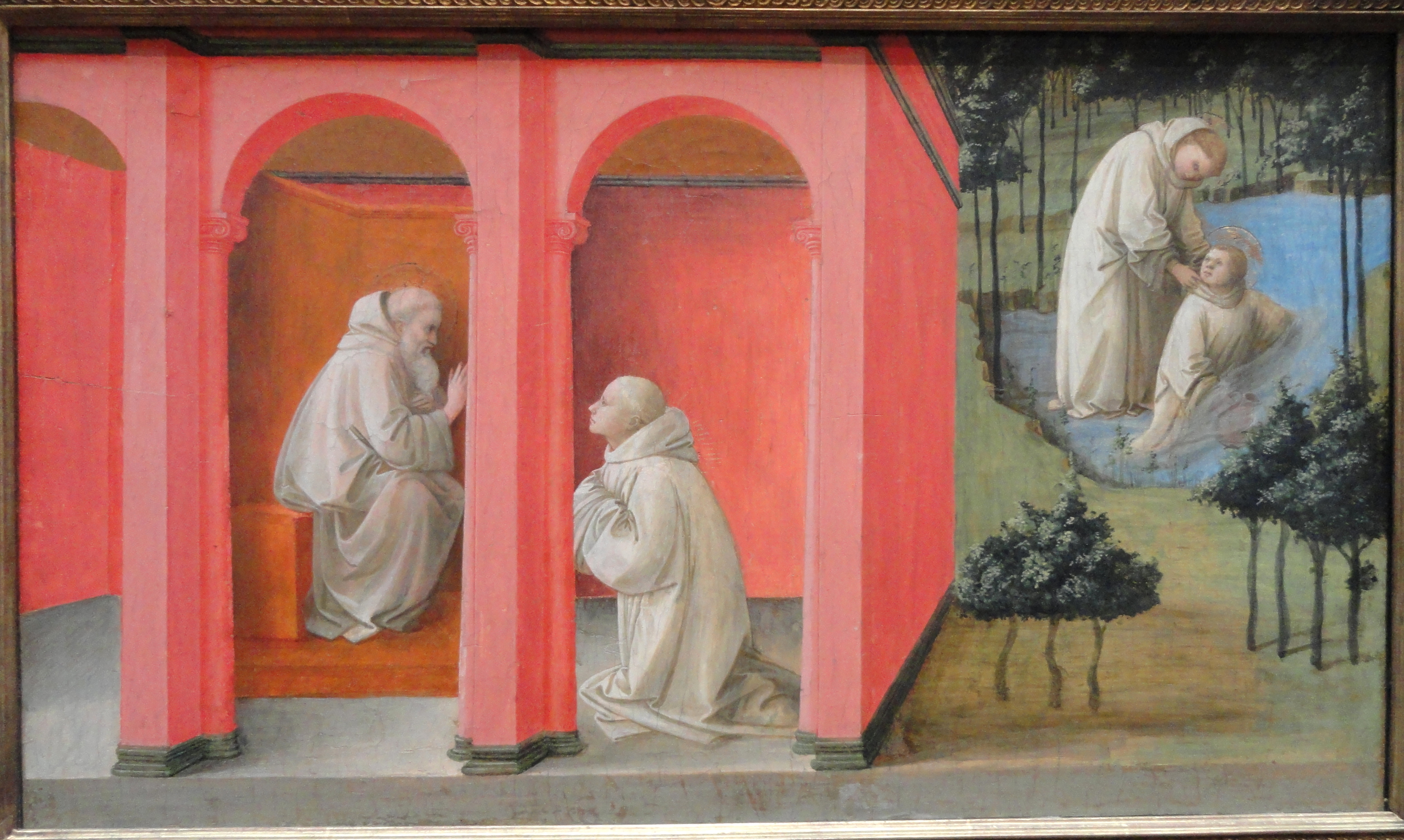
Filippo Lippi: Benedikt beauftragt Maurus, Placidus zu retten (um 1450)

Placidus (* um 515 in Rom; † um 545 in Messina) war ein benediktinischer Mönch, Schüler des heiligen Benedikt von Nursia, Abt und Märtyrer. Sein Gedenktag als Heiliger ist der 5. Oktober.

## Lebensgeschichte

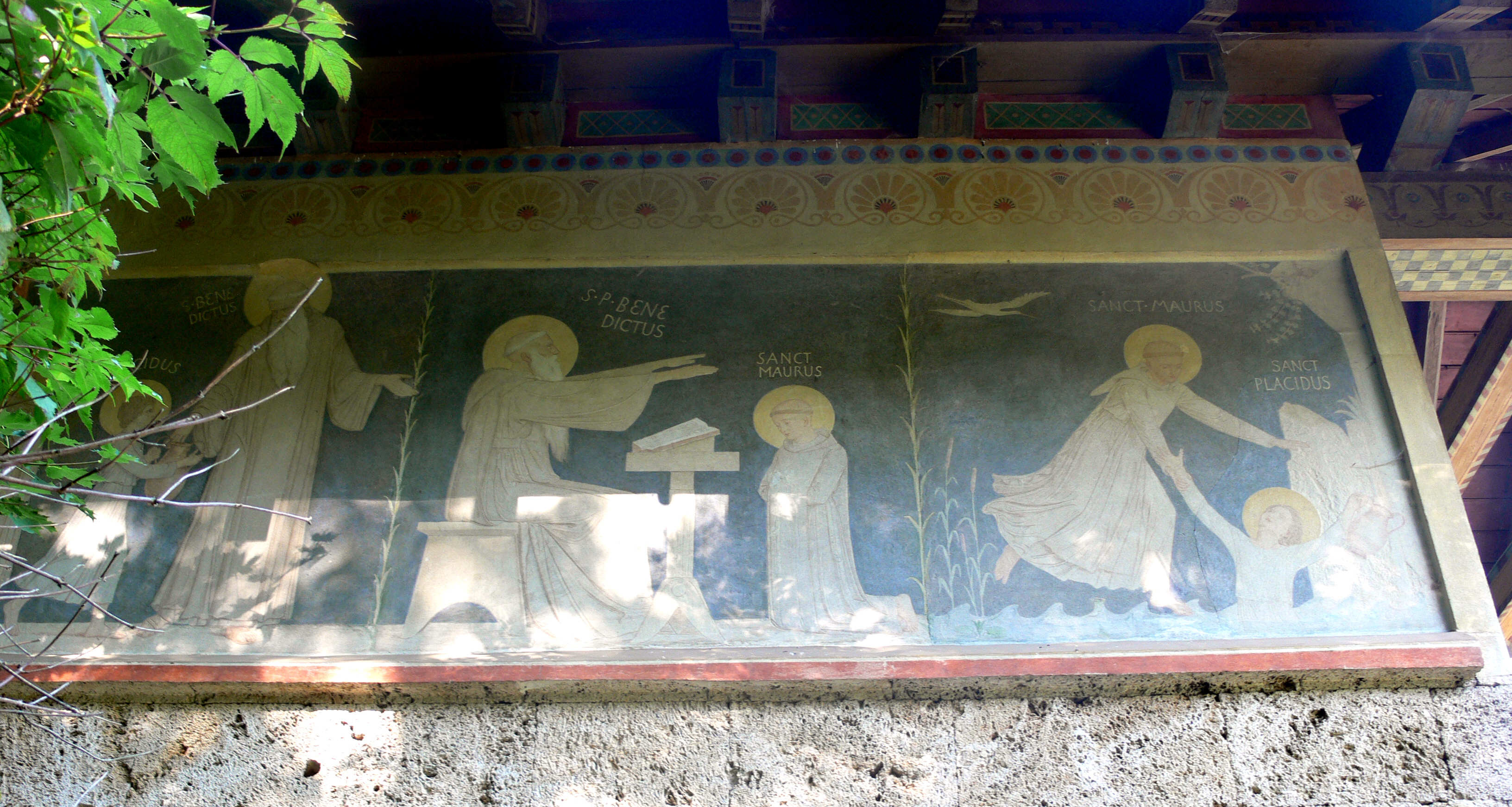
Maurus und Placidus auf einem Fries an der Mauruskapelle, als er den jungen Placidus auf wundersame Weise vor dem Ertrinken rettet

Der Vater des Placidus soll ein römischer Patrizier namens Tertullus gewesen sein. Ähnlich wie sein fünf Jahre älterer Ordensbruder Maurus wurde er im Alter von sieben Jahren Benedikt von Nursia zur Erziehung anvertraut, während dieser sich in Subiaco niedergelassen hatte.
Eines Tages, so berichtet die Legende, fiel der junge Placidus in einen Teich und drohte zu ertrinken. Sein Mitbruder Maurus wurde von Benedikt ausgesandt, um den Jungen aus dem Wasser zu ziehen, was ihm auch gelang. Erst im Nachhinein bemerkte Maurus, dass er auf dem Wasser gewandelt war, was Placidus auf den Segen ihres geistlichen Vaters zurückführte.
Um 528 zog Placidus mit Benedikt und den anderen Brüdern nach Monte Cassino. Sein Vater Tertullus soll einer der Hauptstifter des Klosters gewesen sein, zu seiner Stiftung gehörten auch Ländereien auf Sizilien, wo Placidus um 541 Abt eines Tochterklosters in Messina wurde. Seine Geschwister, die Brüder Eutychius und Victorinus und die Schwester Flavia, folgten ihm vier Jahre später nach Messina. Kurz nach ihrer Ankunft soll ein Seeräuber die Hafenstadt überfallen und die Mitglieder der Klostergemeinschaft, insgesamt 33 Personen, brutal ermordet haben.

## Überlieferung und Wirkung
Nach 1133 verfasste Petrus Diaconus eine Reihe von Lebensgeschichten der ersten Mönche von Monte Cassino, die von der heutigen Forschung als Fälschungen betrachtet werden. Hierin ist auch die Erzählung von Placidus und seinen 33 Gefährten enthalten.
Viele Benediktiner wählten „Placidus“ zu ihrem Ordensnamen, darunter auch Plazidus Vogel, der erste Abt der Abtei Münsterschwarzach nach ihrer Neugründung 1914. Daher trägt eine der Glocken auf der Klosterkirche in Münsterschwarzach den Namen St. Placidus.